# LPDDR

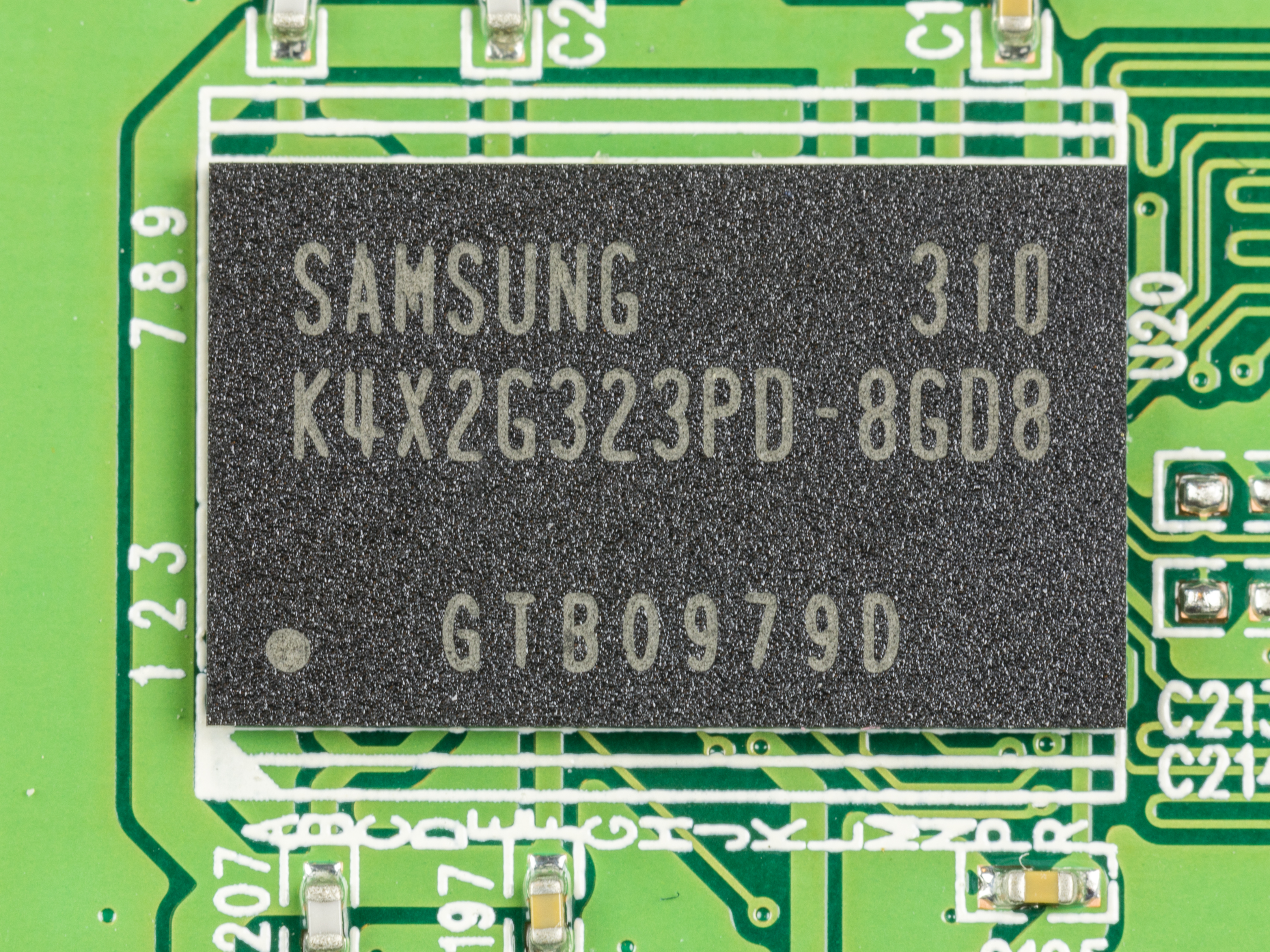
Mobiele DDR: Samsung K4X2G323PD-8GD8

Low-Power Double Data Rate (LPDDR), ook bekend als LPDDR SDRAM, is een type synchroon dynamisch willekeurig toegankelijk geheugen dat minder stroom verbruikt en is bedoeld voor mobiele computers en apparaten zoals mobiele telefoons. Oudere varianten worden ook wel Mobile DDR genoemd, afgekort als mDDR.
Moderne LPDDR SDRAM heeft een aantal verschillen met DDR SDRAM, die de technologie geschikter maken voor de mobiele toepassingen. LPDDR-technologiestandaarden worden onafhankelijk van DDR-standaarden ontwikkeld, waarbij LPDDR4X en zelfs LPDDR5 bijvoorbeeld worden geïmplementeerd vóór DDR5 SDRAM en ook veel hogere datasnelheden bieden dan DDR4 SDRAM .
Op 28 juli 2021 publiceerde JEDEC de JESD209-5B-standaard voor LPDDR5X.
Op 9 november 2021 maakte Samsung bekend dat het bedrijf de eerste LPDDR5X-DRAM in de branche heeft ontwikkeld. Volgens het bedrijf zouden de nieuwe modules 20% minder stroom verbruiken dan LPDDR5.